# Pellaea boivinii
Pellaea boivinii är en kantbräkenväxtart som beskrevs av William Jackson Hooker. Pellaea boivinii ingår i släktet Pellaea och familjen Pteridaceae. Inga underarter finns listade.